# Sergio Barlozzi
Sergio Barlozzi (Genova, 1º settembre 1960) è un batterista e fonico italiano.

## Biografia
Nel 1981 debutta con Ivano Fossati nel suo tour Panama e dintorni, nel 1982 è al fianco di Francesco De Gregori nel tour Titanic che si svolge nei più grandi stadi di calcio italiani. Lì inizia la lunga collaborazione col medico-cantautore Mimmo Locasciulli col quale suonerà per decine di concerti e un disco (Tango dietro l'angolo). Suona anche con l'autore romano Roberto Kunstler, prodotto da Locasciulli e con Gigliola Cinquetti in un disco di brani prevalentemente scritti dalla Piccola Orchestra Avion Travel, da menzionare il suo apporto nell'album di Umberto Bindi del 1984. Nel 1986 fonda a Genova il BluStudio insieme con Beppe Quirici, Armando Corsi e Gian Siano, un piccolo studio di registrazione preferito da Ivano Fossati e Anna Oxa per la realizzazione dei loro demo. È presente nel disco Nino in copertina di Nino Buonocore e nei dischi di Scialpi, Gino Paoli, Bungaro ed Umberto Bindi.
Si dedica pienamente all'insegnamento della batteria. Nel 1993 svolge come batterista il tour di Anna Oxa per poi dedicarsi interamente all'attività di fonico dal 1995 ad oggi. Tra gli artisti cui ha dato il suo suono: Billy Cobham, Samuele Bersani, Lucio Dalla, Gino Paoli, Irene Grandi, PFM, Rondò Veneziano (con cui ha realizzato 5 lavori discografici anche in veste di programmatore), Ivana Spagna, Matia Bazar, Banda Osiris ed Eduardo De Crescenzo con cui collabora attualmente. Ha realizzato per Ivano Fossati la colonna sonora di L'estate di Davide, film di Carlo Mazzacurati e, sempre con Fossati, la pre-produzione di Anime Salve di e con Fabrizio De André. Ha curato il sound-design di diversi musical (Caruso, Victor Victoria e Il fantasma dell'Opera) tra cui Lungomare di Ostia di Maurizio Costanzo e Alex Britti e A Un passo Dal Sogno. Svolge da anni il ruolo di fonico responsabile della messa in onda musicale di vari programmi televisivi, tra cui Parla con me condotto e scritto da Serena Dandini e Dario Vergassola e la stagione 2007/08 di Domenica IN per RAI 1 e di Forum per Mediaset dove tuttora svolge il ruolo di fonico della diffusione per Stonata Produzioni Ha curato inoltre la messa in onda del Premio Barocco 2007 e del Festival di Castrocaro 2007 e del Premio Massimo Troisi. Vive a Milano.

## Collaborazioni

### Come batterista
- 1981 - Ivano Fossati
- 1982 - Francesco De Gregori
- 1983 - Gino Paoli, Nino Buonocore, Vladi Tosetto, Bungaro
- 1984-1985 - Mimmo Locasciulli
- 1985 - Mimmo Locasciulli, Enrico Ruggeri
- 1985-1987 - Christian
- 1990 - Scialpi
- 1993 - Anna Oxa
- 1989 - Vincenzo Zitello, Scialpi, Gigliola Cinquetti
- 1995 - Mariangela Melato, Toni Servillo
- 1999-2002 - Rondò Veneziano
- 2001 - Cristiano De André

### Fonico recording, mixing, live
- Samuele Bersani Tour 1995-2000
- Lucio Dalla Tour 1998
- Irene Grandi Tour 1999
- Premiata Forneria Marconi Tour 1997-2002
- Cristiano De André Tour 2002
- Ivana Spagna Tour 2003
- Eduardo De Crescenzo Tour 2004-2009
- Leuciana Jazz Festival (Pat Metheny Trio - James Taylor - Michael Bublè) 2004
- Rondò Veneziano Tour 1999-2002
- Matia Bazar Tour 2007
- Milonga Secondo Matteo di Mario Arcari e Armando Corsi
- Musica Coeli, progetto di Stefano Melone, Riccardo Tesi, Mario Arcari e Tosca
- Live di Vincenzo Zitello, Armando Corsi, Antonello Salis e Mario Arcari
- Carte da decifrare di Ivano Fossati ed Elisabetta Pozzi
- Sto bene al mondo di Tiziana Tosca Donati
- A Tree Under The Colours di Aelian
- Il segreto di Susanna di Katia Ricciarelli
- Romana di Tiziana Tosca Donati
- Scaramante di Cristiano De André
- DVD Live In Japan di Premiata Forneria Marconi
- Sette spose per sette fratelli, Compagnia della Rancia
- Riccardo Tesi banda Italiana
- Not One Word di Ivano Fossati
- Zodiaco - Sternzeichen dei Rondò Veneziano
- Attimi di magia - Magische Augenblicke dei Rondò Veneziano
- Marco Polo dei Rondò Veneziano
- La piazza dei Rondò Veneziano
- La storia del classico dei Rondò Veneziano
- Tetachords - 2008 di Vittorio Mezza
- Le vie del pane e del fuoco, 2012 - di Ettore Fioravanti
- TrE di Armando Corsi e Maria Pierantoni Giua
- Mezza/Milzow Trio, 2012 - di Vittorio Mezza e David Milzow
- Tour anni '80 di Nino D'Angelo - 2015

### Cinema (Mix di colonne sonore)
- Il Toro di Carlo Mazzacurati musiche di Ivano Fossati
- L'estate di Davide di Carlo Mazzacurati musiche di Ivano Fossati
- Hannover di Ferdinando Vicentini Orgnani musiche di Bottega del Suono
- Mai + Come Prima di Giacomo Campiotti musiche di Bottega del Suono

### Pubblicità
- Pronto PagineGialle, regia Gabriele Muccino
- Tre H3G
- Superenalotto regia di Gabriele Salvatores
- Vallelata, agenzia Saatchi & Saatchi
- Adisco Vitalis, Armando Testa
- Sanpaolo IMI, con Luciana Littizzetto

### Televisione
- Parla con me 2005/2006 RAI 3
- Donne RAI 2
- Omnibus LA7
- Parla con me 2006/2007 RAI 3
- DomenicaIN 2007/2008 RAI 1
- Premio Barocco 2006 RAI 1
- Il Primo e l'Ultimo Mediaset
- Maurizio Costanzo Show Canale 5
- Sarabanda Canale 5
- 8 o 80 Italia Uno
- Matrix 2009/2010
- Forum 2007/2008 Canale 5 Rete 4
- Forum 2008/2009 Canale 5 Rete 4
- Forum 2009/2010 Canale 5 Rete 4
- Forum 2010/2011 Canale 5 Rete 4
- Forum 2011/2012 Canale 5 Rete 4
- Forum 2012/2013 Canale 5 Rete 4
- TG5 2011 Canale 5
- Una voce per Padre Pio 2010 RAI 1
- The Show Must Go Off 2012 LA7
- Amici 2012 Canale 5
- TGLa7 LA7
- Omnibus LA7
- InOnda Estate LA7
- Coffee Break LA7
- Bring The Noise 2016 (messa in onda musicale) Italia1

### Teatro
- Tango Barbaro - 1995 Mariangela Melato, Toni Servillo
- Caruso, il Musical - 2002/2003 Con Katia Ricciarelli
- Victor, Victoria - 2003/2004 Con Matilde Brandi, Paolo Ferrari, Justine Mattera
- Il Fantasme dell'Opera - 2004/2005 Con Alexandra Alisè, Simone Sibillano
- Il Segreto di Susanna - 2003 Con Katia Ricciarelli
- Lungomare di Ostia - 2005/2006 Con i Ragazzi di Amici - Scritto da Maurizio Costanzo e Alex Britti
- A un passo dal sogno - 2007 Con i Ragazzi di Amici, Platinette - Scritto da Maurizio Costanzo
- Cantanapoli - 2010 Con Gio' Di Sarno
- Pirandello Drag - 2011 Di e con Nino Spirlì, Aldo Ferrara - Regia di Gioia Scola
- The Sisters, la via del successo - 2014 Di Tiziana D'Anella - Regia Enzo Sanny
- Jadasmeeristblau - Il mare è blu - 2015 Di Bertold Brecht, Kurt Weill con Adriana Asti. - Festival di Spoleto 2015
- Jadasmeeristblau - Il mare è blu - 2015 Di Bertold Brecht, Kurt Weill con Adriana Asti. - Teatro Metastasio di Prato 2016
- I tre risvegli - 2016 di Patrizia Cavalli, con Alba Rohrwacher, regia di Mario Martone - Festival di Spoleto